# بيبر سان
«بيبر سان» (بالإنجليزية: Paper Sun)‏، هي أغنية لفرقة الهارد روك البريطانية ديف ليبارد من ألبومها لعام 1999، يوفوريا. وصلت للمرتبة 11 على لوائح الروك السائد الأمريكية، إلا أنها فشلت في دخول اللوائح في دول أخرى. أُضيفت الأغنية للقرص الثاني من الألبوم التجميعي روك أوف إيجز: ذا ديفينيتف كوليشكن.
بالنظر لكلمات الأغنية، فإنها تتحدث عن تفجير أوماه الذي حدث في 1998. بعد إزالتها من قائمة أغاني حفلات جولتها الموسيقية منذ جولة يوفوريا العالمية في 2000، أعيد الأغنية لاحقاً لقائمة أغاني حفلات الفرقة لجولتها العالمية لعام 2015 مع تيسلا وستايكس.